# مایلیبای
مایلیبای (به قزاقی: Maylybay) یک منطقهٔ مسکونی در قزاقستان است که در استان آلماتی واقع شده‌است.
مایلیبای (Maylybay)
: مایلیبای یک منطقه تاریخی و فرهنگی مهم در جمهوری قزاقستان است که در استان آلماتی یا ترکستان واقع شده است. این منطقه به دلیل موقعیت جغرافیایی خاص، تاریخ غنی و جاذبه‌های طبیعی و فرهنگی، یکی از مقاصد مهم گردشگری و تحقیقاتی در قزاقستان به شمار می‌رود. مایلیبای همچنین به عنوان یکی از مراکز مهم کشاورزی و اقتصادی در جنوب قزاقستان شناخته می‌شود.

## تاریخچه
مایلیبای دارای پیشینه تاریخی طولانی است که به دوران باستان بازمی‌گردد. این منطقه در مسیر جاده ابریشم قرار داشته و به عنوان یکی از ایستگاه‌های مهم تجاری و فرهنگی در آسیای مرکزی شناخته می‌شد. آثار باستانی و بقایای شهرهای قدیمی در این منطقه نشان‌دهنده تمدن و رونق اقتصادی و فرهنگی آن در گذشته است.
در دوران حکومت خانات قزاق، مایلیبای به عنوان یکی از مراکز مهم سیاسی و نظامی در جنوب قزاقستان مطرح بود. پس از الحاق قزاقستان به امپراتوری روسیه، این منطقه به تدریج تحت تأثیر تحولات سیاسی و اقتصادی قرار گرفت و به یکی از مراکز مهم کشاورزی و صنعتی تبدیل شد.

## جغرافیا
مایلیبای در دشت‌های حاصل خیز جنوب قزاقستان واقع شده و از آب و هوای نیمه خشک برخوردار است. رودخانه‌ها و منابع آبی فراوان در این منطقه، شرایط مناسبی برای کشاورزی و دامداری فراهم کرده‌اند. همچنین، نزدیکی به شهر ترکستان (یکی از شهرهای تاریخی و فرهنگی قزاقستان) باعث شده است که مایلیبای از نظر دسترسی به امکانات و زیرساخت‌های شهری در موقعیت خوبی قرار داشته باشد.

## اقتصاد
اقتصاد مایلیبای بر پایه کشاورزی، دامداری و صنایع وابسته استوار است. محصولات عمده کشاورزی این منطقه شامل گندم، جو، پنبه و سبزیجات است. همچنین، دامداری به ویژه پرورش گوسفند و گاو از فعالیت‌های اقتصادی مهم در این منطقه به شمار می‌رود. در سال‌های اخیر، توسعه صنایع کوچک و متوسط نیز در مایلیبای مورد توجه قرار گرفته است.

## فرهنگ و جاذبه‌های گردشگری
مایلیبای به دلیل تاریخ غنی و فرهنگ متنوع , قرار گرفتن در مسیر جاده ابریشم جاذبه‌های گردشگری متعددی دارد که نشان‌دهنده تمدن کهن این منطقه هستند. از جمله این جاذبه‌ها می‌توان به موارد زیر اشاره کرد:
۱) آثار باستانی و شهرهای قدیمی:
بقایای شهرهای قدیمی و کاروانسراهای مربوط به دوران جاده ابریشم  در اطراف مایلیبای یافت می‌شوند. این آثار شامل دیوارهای قدیمی، برج‌های دیده‌بانی و سازه‌های تاریخی هستند که نشان‌دهنده رونق تجاری و فرهنگی این منطقه در گذشته‌اند.
۲) مقبره‌ها و بناهای مذهبی:
در این منطقه، مقبره‌ها و بناهای مذهبی متعلق به دوره‌های مختلف تاریخی وجود دارند که معماری اسلامی و معماری سنتی مردم قزاق را به نمایش می‌گذارند. این بناها اغلب به عنوان مراکز زیارتی مورد توجه قرار می‌گیرند.
۳) موزه‌های محلی:
موزه‌های کوچک محلی در مایلیبای و اطراف آن، آثار تاریخی، صنایع دستی و اشیاء مربوط به زندگی سنتی قزاق‌ها را به نمایش می‌گذارند. این موزه‌ها برای علاقه‌مندان به تاریخ و فرهنگ منطقه بسیار جذاب هستند.
۴) مناظر طبیعی: دشت‌های سرسبز، رودخانه‌ها و کوه‌های اطراف مایلیبای که برای طبیعت‌گردی و گردشگری روستایی مناسب هستند. Upper Kolsai Lake، Lower Kolsai Lake و Singing Barkhan از جمله این مناظر هستند.
۵) فرهنگ و آداب و رسوم محلی: 
مایلیبای به دلیل فرهنگ غنی و سنت‌های دیرینه مردم قزاق، جاذبه‌های فرهنگی منحصر به فردی دارد.
1) جشن‌ها و مراسم سنتی:
مراسمی مانند نوروز (جشن سال نو قزاق‌ها)، جشن‌های برداشت محصول و مراسم موسیقی و رقص محلی، از جمله رویدادهای فرهنگی هستند که در مایلیبای برگزار می‌شوند. این مراسم فرصتی عالی برای آشنایی با فرهنگ و آداب و رسوم محلی هستند.
2) صنایع دستی محلی:
صنایع دستی مانند فرش‌ بافی، ساخت زیورآلات سنتی و تولید لباس‌ های محلی، از جمله سوغاتی‌های محبوب در مایلیبای هستند. بازدید از کارگاه‌های محلی و مشاهده روند ساخت این صنایع دستی، تجربه‌ای جذاب برای گردشگران است.
3) غذای محلی:
غذاهای سنتی قزاق‌ها مانند بشبارماق (نوعی پلو با گوشت)، کازی (نوعی سوسیس محلی از گوشت و چربی دنده اسب و افزودن نمک، فلفل سیاه، سیر و ادویه‌‌های مختلف) و شیرینی‌های سنتی، از جمله جاذبه‌های فرهنگی مایلیبای هستند. گردشگران می‌توانند این غذاها را در رستوران‌های محلی یا مهمان‌نوازی‌های سنتی تجربه کنند.
مراسم و جشن‌های سنتی قزاق‌ها که در این منطقه برگزار می‌شوند، از جمله جشن نوروز و مراسم موسیقی و رقص محلی.

## اهمیت امروزی
امروزه مایلیبای به عنوان یکی از مناطق مهم در توسعه پایدار قزاقستان شناخته می‌شود. دولت قزاقستان در سال‌های اخیر برنامه‌هایی برای توسعه زیرساخت‌ها، بهبود سیستم‌های آبیاری و حمایت از صنایع محلی در این منطقه اجرا کرده است. همچنین، مایلیبای به عنوان یکی از مقاصد گردشگری در جنوب قزاقستان، نقش مهمی در جذب گردشگران داخلی و خارجی ایفا می‌کند.